# Férfiszívek
Férfiszívek (Männerherzen) egy 2009-ben bemutatott német vígjáték, amelyet Simon Verhoeven rendezett. A filmet a Férfiszívek 2. (Männerherzen… und die ganz ganz große Liebe) követte 2011-ben.

## Cselekmény
Öt férfi jár ugyanabban az edzőteremben Berlinben, úgy tűnik hogy semmi közös nincsen bennük, de mind az ötnek nincs önbizalmuk ahhoz, hogy találkozzanak vagy párkapcsolatot alakítsanak ki egy nővel, és nem tudják mit jelent valóban férfinak lenni és hogy mit várnak el tőlük a nők. Günther Stobanski kudarcot vall az internetes ismerkedéssel, Jerome Ades zenei producer egy szakítási történetből a másikba kerül, Roland Feldberg mozdonyvezető lenyűgözi feleségét, Susanne Feldberget, Philip Henrion barátnője fiatalon teherbe esik, Niklas Michalke retteg egy közelgő házasságtól, míg Bruce Berger folytatni akarja énekes karrierjét. 

## Szereplők
Christian Ulmen – Günther Stobanski
Wotan Wilke Möhring – Roland Feldberg
Nadja Uhl – Susanne Feldberg, Roland felesége
Til Schweiger – Jerome Ades, zenei producer 
Maxim Mehmet – Philip Henrion
Florian David Fitz – Niklas Michalke
Jana Pallaske – Nina Hellmich 
Justus von Dohnányi – Bruce Berger énekes 
Inez Bjørg David – Maria Hellström
Liane Forestieri – Laura Sandner
Fritz Karl – Martin
Fahri Yardım – Loco 
Palina Rojinski – Sabrina Silver 
Birge Schade – Pflegerin Beate
Carl Heinz Choynski – Vater Feldberg
Bastian Pastewka – apa
Dennis Gansel – Lars

## Téma
A film fő témája a szerelem és a boldogság keresése, valamint az egyedülléttől való félelem, de a szerelem egy csatatér, amiért érdemes küzdeni.

## Fordítás
Ez a szócikk részben vagy egészben  a   Men in the City című angol Wikipédia-szócikk ezen változatának fordításán alapul.  Az eredeti cikk szerkesztőit annak laptörténete sorolja fel. Ez a jelzés csupán a megfogalmazás eredetét és a szerzői jogokat jelzi, nem szolgál a cikkben szereplő információk forrásmegjelöléseként.